# Olympische Sommerspiele 1980/Teilnehmer (Kuba)
| Gelbes Symbol für Goldmedaillen mit stilisierten Olympischen Ringen | Graues Symbol für Silbermedaillen mit stilisierten Olympischen Ringen | Braundes Symbol für Bronzemedaillen mit stilisierten Olympischen Ringen |
| ------------------------------------------------------------------- | --------------------------------------------------------------------- | ----------------------------------------------------------------------- |
| 8                                                                   | 7                                                                     | 5                                                                       |

Kuba nahm an den Olympischen Sommerspielen 1980 in Moskau mit einer Delegation von 208 Athleten (175 Männer und 33 Frauen) an 92 Wettkämpfen in 19 Sportarten teil. Es war Kubas 13. Teilnahme an Olympischen Sommerspielen.
Die kubanischen Sportler gewannen acht Gold-, sieben Silber- und fünf Bronzemedaillen, womit Kuba den vierten Platz im Medaillenspiegel belegte. Olympiasieger wurden die Leichtathletin María Caridad Colón im Speerwurf, der Gewichtheber Daniel Núñez im Bantamgewicht und die Boxer Juan Bautista Hernández im Bantamgewicht, Ángel Herrera im Leichtgewicht, Andrés Aldama im Weltergewicht, Armando Martínez im Halbmittelgewicht, José Gómez Mustelier im Mittelgewicht und Teófilo Stevenson im Schwergewicht. Insgesamt zehn Medaillen wurden von den kubanischen Boxern gewonnen. Fahnenträger bei der Eröffnungsfeier war Teófilo Stevenson.

## Teilnehmer nach Sportarten

### Basketball
Männer
- 6. Platz
Alejandro Ortíz
Alejandro Urgellés
Daniel Scott
Generoso Márquez
Jorge More
Miguel Calderón
Noangel Luaces
Pedro Abreu
Raúl Dubois
Ruperto Herrera Tabio
Tomás Herrera
Félix Morales

Frauen
- 5. Platz
Andrea Borrell
Bárbara Bécquer
Caridad Despaigne
Inocenta Corvea
María de los Santos
María Moret
Matilde Charro
Nancy Atiez
Santa Margarita Skeet
Sonia de la Paz
Vicenta Salmon
Virginia Pérez

### Boxen
- Hipólito Ramos
Halbfliegengewicht: Silber
- Jorge Hernández
Fliegengewicht: im Achtelfinale ausgeschieden
- Juan Bautista Hernández
Bantamgewicht: Gold
- Adolfo Horta
Federgewicht: Silber
- Ángel Herrera
Leichtgewicht: Gold
- José Aguilar Pulsán
Halbweltergewicht: Bronze
- Andrés Aldama
Weltergewicht: Gold
- Armando Martínez
Halbmittelgewicht: Gold
- José Gómez Mustelier
Mittelgewicht: Gold
- Ricardo Rojas Frías
Halbschwergewicht: Bronze
- Teófilo Stevenson
Schwergewicht: Gold

### Fechten
Männer
- Heriberto González
Florett: 17. Platz
Degen: 38. Platz
Florett Mannschaft: 7. Platz
Degen Mannschaft: 10. Platz
- Efigenio Favier
Florett: 27. Platz
Degen: 18. Platz
Florett Mannschaft: 7. Platz
Degen Mannschaft: 10. Platz
- Guillermo Betancourt
Florett: 32. Platz
Degen: 37. Platz
Florett Mannschaft: 7. Platz
Degen Mannschaft: 10. Platz
- Pedro Hernández
Florett Mannschaft: 7. Platz
Degen Mannschaft: 10. Platz
- José Laverdecia
Säbel: 9. Platz
Säbel Mannschaft: 7. Platz
- Jesús Ortiz
Säbel: 20. Platz
Säbel Mannschaft: 7. Platz
- Manuel Ortiz
Säbel: 25. Platz
Säbel Mannschaft: 7. Platz
- Guzmán Salazar
Säbel Mannschaft: 7. Platz

Frauen
- Clara Alfonso
Florett: 13. Platz
Florett Mannschaft: 6. Platz
- Marlene Font
Florett: 17. Platz
Florett Mannschaft: 6. Platz
- Margarita Rodríguez
Florett: 20. Platz
Florett Mannschaft: 6. Platz
- María Esther García
Florett Mannschaft: 6. Platz
- Mercedes del Risco
Florett Mannschaft: 6. Platz

### Fußball
- im Viertelfinale ausgeschieden
Amado Povea
Andrés Roldán
Calixto Martínez
Carlos Loredo
Dagoberto Lara
Fermín Madera
Jorge Massó
Luis Dreke
Luis Hernández Cabrera
Luis Sánchez
Miguel López
Raimundo Frometa
Ramón Núñez
Regino Delgado
Roberto Espinosa
Roberto Pereira

### Gewichtheben
- Francisco Casamayor
Fliegengewicht: 7. Platz
- Daniel Núñez
Bantamgewicht: Gold
- Julio Loscos
Federgewicht: 5. Platz
- Víctor Pérez
Federgewicht: 7. Platz
- Raúl González
Leichtgewicht: 7. Platz
- Julio Echenique
Mittelgewicht: 4. Platz
- Alberto Blanco
1. Schwergewicht: Bronze
- Francisco Méndez
Superschwergewicht: 6. Platz
- Gerardo Fernández
Superschwergewicht: Wettkampf nicht beendet

### Handball
- 11. Platz
Jesús Agramonte
Moisés Casales
Roberto Casuso
Ibrain Crombet
Miguel Izquierdo
Lazaro Jiménez
Juan Llanes
Sabino Medina
José Nenínger
Pablo Pedroso
Juan Prendes
Juan Querol
Roberto Zulueta

### Hockey
- 5. Platz
Angel Mora
Severo Frometa
Bernabé Izquierdo
Edgardo Vázquez
Héctor Pedroso
Tomás Varela
Raúl García
Jorge Mico
Rodolfo Delgado
Lazaro Hernández
Juan Blanco
Juan Caballero
Roberto Ramírez
Ángel Fontane
Ricardo Campos
Juan Ríos

### Judo
- José Rodríguez
Superleichtgewicht: Silber
- Héctor Rodríguez
Halbleichtgewicht: 9. Platz
- Ricardo Tuero
Leichtgewicht: 10. Platz
- Juan Ferrer
Halbmittelgewicht: Silber
- Isaac Azcuy
Mittelgewicht: Silber
- Rolando José Tornés
Halbschwergewicht: 5. Platz

### Kanu
Männer
- Jorge Colome
Einer-Kajak 500 m: im Viertelfinale ausgeschieden
Einer-Kajak 1000 m: im Viertelfinale ausgeschieden
- José Marrero
Zweier-Kajak 500 m: im Halbfinale ausgeschieden
Zweier-Kajak 1000 m: 6. Platz
- Reynaldo Cunill
Zweier-Kajak 500 m: im Halbfinale ausgeschieden
Zweier-Kajak 1000 m: 6. Platz

### Leichtathletik
Männer
- Silvio Leonard
100 m: Silber 
200 m: 4. Platz
4-mal-100-Meter-Staffel: im Vorlauf ausgeschieden
- Osvaldo Lara
100 m: 5. Platz
200 m: 8. Platz
4-mal-100-Meter-Staffel: im Vorlauf ausgeschieden
- Tomás González
100 m: im Viertelfinale ausgeschieden
200 m: im Viertelfinale ausgeschieden
4-mal-100-Meter-Staffel: im Vorlauf ausgeschieden
- Alberto Juantorena
400 m: 4. Platz
- Radamés González
Marathon: Rennen nicht beendet
- Alejandro Casañas
110 m Hürden: Silber 
4-mal-100-Meter-Staffel: im Vorlauf ausgeschieden
- Juan Francisco Centelles
Hochsprung: 26. Platz
- David Giralt
Weitsprung: 21. Platz
- Armando Herrera
Dreisprung: 11. Platz
- Alejandro Herrera
Dreisprung: kein gültiger Versuch
- Luis Delís
Diskuswurf: Bronze
- José Santa Cruz
Diskuswurf: 10. Platz
- Armando Orozco
Hammerwurf: 11. Platz

Frauen
- María Elena Sarría
Kugelstoßen: 9. Platz
- Carmen Romero
Diskuswurf: 10. Platz
- María Cristina Betancourt
Diskuswurf: 13. Platz
- María Caridad Colón
Speerwurf: Gold

### Radsport
- Carlos Cardet
Straßenrennen: Rennen nicht beendet
- Gregorio Aldo Arencibia
Straßenrennen: Rennen nicht beendet
Mannschaftszeitfahren: 14. Platz
- Antonio Quintero
Straßenrennen: Rennen nicht beendet

### Ringen
- Leonel Pérez
Bantamgewicht, griechisch-römisch: in der 2. Runde ausschieden
- Idalberto Barban
Weltergewicht, griechisch-römisch: in der 2. Runde ausschieden
- José Poll
Halbschwergewicht, griechisch-römisch: 6. Platz
- Arturo Díaz
Superschwergewicht, griechisch-römisch: 6. Platz
Superschwergewicht, Freistil: 8. Platz
- Luis Ocaña
Fliegengewicht, Freistil: in der 2. Runde ausschieden
- Juan Rodríguez
Bantamgewicht, Freistil: in der 3. Runde ausschieden
- Raúl Cascaret
Federgewicht, Freistil: 4. Platz
- José Ramos
Leichtgewicht, Freistil: in der 3. Runde ausschieden
- Rafael Gómez
Halbschwergewicht, Freistil: in der 3. Runde ausschieden
- Bárbaro Morgan
Schwergewicht, Freistil: 7. Platz

### Rudern
Männer
- Arturo Salfran
Einer: im Viertelfinale ausgeschieden
- Danilo Mora
Zweier mit Steuermann: 10. Platz
- Alfredo Valladares
Zweier mit Steuermann: 10. Platz
- Silvio Rosabal
Zweier mit Steuermann: 10. Platz
- Roberto Quintero
Doppel-Vierer: 12. Platz
- César Herrera
Doppel-Vierer: 12. Platz
- Horacio Cabrera
Doppel-Vierer: 12. Platz
- Nelson Simon
Doppel-Vierer: 12. Platz
- Wenceslao Borroto
Vierer ohne Steuermann: 11. Platz
Achter mit Steuermann: 8. Platz
- Ismael Carbonell
Vierer ohne Steuermann: 11. Platz
Achter mit Steuermann: 8. Platz
- Jorge Álvarez
Vierer ohne Steuermann: 11. Platz
Achter mit Steuermann: 8. Platz
- Hermenegildo Palacio
Vierer ohne Steuermann: 11. Platz
Achter mit Steuermann: 8. Platz
- Francisco Mora
Vierer mit Steuermann: 12. Platz
Achter mit Steuermann: 8. Platz
- Juan Bueno
Vierer mit Steuermann: 12. Platz
Achter mit Steuermann: 8. Platz
- Juan Alfonso
Vierer mit Steuermann: 12. Platz
Achter mit Steuermann: 8. Platz
- Antonio Riaño
Vierer mit Steuermann: 12. Platz
Achter mit Steuermann: 8. Platz
- Enrique Carrillo
Vierer mit Steuermann: 12. Platz
Achter mit Steuermann: 8. Platz

### Schießen
- Rafael Rodríguez
Schnellfeuerpistole 25 m: 8. Platz
- Miguel Valdes
Kleinkalibergewehr Dreistellungskampf 50 m: 16. Platz
Kleinkalibergewehr liegend 50 m: 38. Platz
- Adelso Peña
Kleinkalibergewehr Dreistellungskampf 50 m: 20. Platz
Kleinkalibergewehr liegend 50 m: 15. Platz
- Roberto Castrillo
Skeet: Bronze
- Guillermo Torres
Skeet: 6. Platz

### Segeln
- Alberto Gallardo
Finn-Dinghy: 20. Platz
- Ángel Jiménez
470er: 12. Platz
- Vicente de la Guardia
470er: 12. Platz

### Turnen
Männer
- Casimiro Suárez
Einzelmehrkampf: 19. Platz
Boden: 15. Platz
Pferdsprung: 12. Platz
Barren: 28. Platz
Reck: 6. Platz
Ringe: 44. Platz
Seitpferd: 60. Platz
Einzelmehrkampf: 7. Platz
- Miguel Arroyo
Einzelmehrkampf: 22. Platz
Boden: 61. Platz
Pferdsprung: 25. Platz
Barren: 21. Platz
Reck: 26. Platz
Ringe: 39. Platz
Seitpferd: 34. Platz
Einzelmehrkampf: 7. Platz
- Roberto Richards
Einzelmehrkampf: 23. Platz
Boden: 65. Platz
Pferdsprung: 41. Platz
Barren: 6. Platz
Reck: 23. Platz
Ringe: 50. Platz
Seitpferd: 18. Platz
Einzelmehrkampf: 7. Platz
- Enrique Bravo
Einzelmehrkampf: 41. Platz
Boden: 48. Platz
Pferdsprung: 35. Platz
Barren: 47. Platz
Reck: 23. Platz
Ringe: 58. Platz
Seitpferd: 27. Platz
Einzelmehrkampf: 7. Platz
- Mario Castro
Einzelmehrkampf: 46. Platz
Boden: 30. Platz
Pferdsprung: 49. Platz
Barren: 24. Platz
Reck: 53. Platz
Ringe: 41. Platz
Seitpferd: 50. Platz
Einzelmehrkampf: 7. Platz
- Jorge Roche
Einzelmehrkampf: 65. Platz
Boden: 61. Platz
Pferdsprung: 65. Platz
Barren: 65. Platz
Reck: 65. Platz
Ringe: 42. Platz
Seitpferd: 42. Platz
Einzelmehrkampf: 7. Platz

### Volleyball
Männer
- 7. Platz
Antonio Pérez
Carlos Ruíz
Carlos Salas
Diego Lapera
Ernesto Martínez
Jorge Garbey
José David Suárez
Leonel Marshall senior
Luis Oviedo
Raúl Vilches
Ricardo Leyva
Víctor García

Frauen
- 5. Platz
Ana Díaz
Ana María García
Erenia Díaz
Imilsis Téllez
Josefina Capote
Lucila Urgelles
Maura Alfonso
Mavis Guilarte
Mercedes Pérez
Mercedes Pomares
Nelly Barnet

### Wasserball
- 5. Platz
Oscar Periche
Orlando Cowley
Bárbaro Díaz
Lazaro Costa
David Rodríguez
Nelson Domínguez
Jorge Rizo
Arturo Ramos
Carlos Benitez
Gerardo Rodríguez
Oriel Domínguez

### Wasserspringen
Männer
- Rolando Ruíz
3 m Kunstspringen: 16. Platz

Frauen
- Lourdes González
3 m Kunstspringen: 8. Platz